# エゾセラス
エゾセラス（学名：Yezoceras）は、日本の北海道と福島県で化石が産出しているノストセラス科のアンモナイトの属。一般に異常巻きと呼ばれるアンモナイトのグループである。エゾセラス・ノドサム、エゾエラス・ミオチュバキュラータム、エゾセラス・エレガンスの3種が発見されており、いずれも後期白亜紀コニアシアン期の種である。

## 発見と命名
エゾセラス・ノドサムとエゾセラス・ミオチュバキュラータムの2種は北海道三笠市に分布するコニアシアン階から発見され、1977年に松本達郎が新属新種として記載・発表した。属名は "Yezo"（「蝦夷」）と "ceras"（「角」）に由来する。
その後2015年から2017年にかけた北海道羽幌町での発掘調査にて、横浜国立大学大学院の修士課程学生であった岩崎哲郎が異常巻きアンモナイトの標本を2点採集した。2018年初頭に三笠市立博物館の相場大佑は標本が新種のアンモナイトである可能性を指摘し、標本は三笠市立博物館に寄贈されることになった。同年夏に相場は同館の唐沢與希と共に発掘調査を行って5点の新標本を採集。また、同館に別種として常設展示されていた標本も新種のものである可能性が浮上した。国立科学博物館や九州大学総合研究博物館に所蔵された標本との比較の結果、これら計8点の標本は新種であると結論付けられ、上記2種の命名から44年後の2021年1月1日に新種エゾセラス・エレガンスが発表された。

## 特徴
異常巻きアンモナイトの1つ。種によって細かい特徴は異なれど、ドリルにも似た螺旋状の尖った殻が特徴的である。成長末期の住房からは襟状に肋が飛び出し、突起が膨らんでこぶになっている。また、現生のカタツムリやサザエなどの巻貝の殻の巻き方が種ごとに共通しているのに対し、異常巻きアンモナイトは同一種内でも右巻きの個体と左巻きの個体が確認されている。それはエゾセラスも例外ではない。
3種とも産地が北海道内に限られていることから、北西太平洋の固有の属であった可能性が高い。また、コニアシアン期の間に種分化を遂げたと考えられている。

## 種

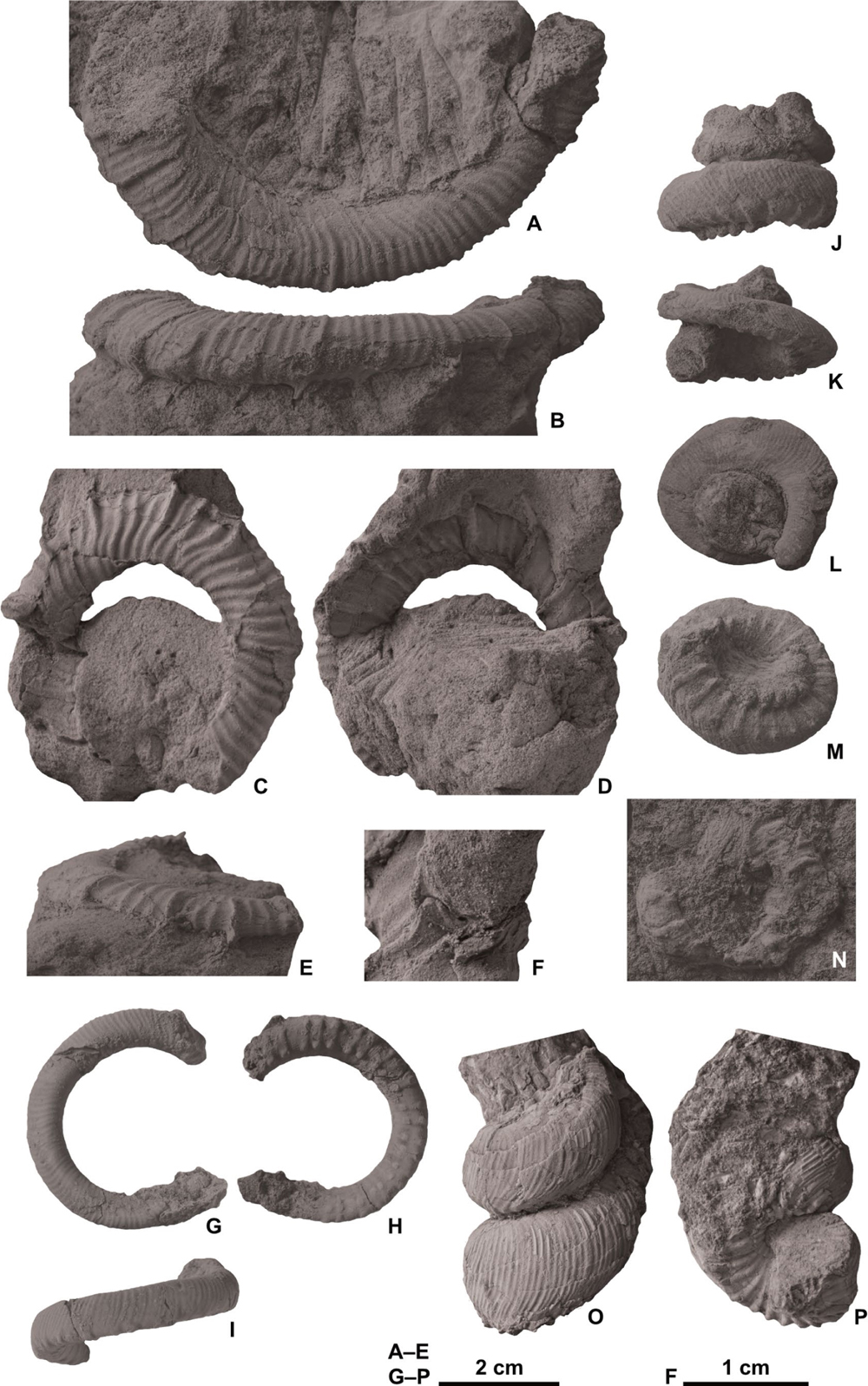
エゾセラス・エレガンス（AからN）とエゾセラス・ミオチュバキュラータム（OとP）。福島県に分布する双葉層群足沢層大久川部層から産出した標本

エゾセラス・ノドサム - Yezoceras nodosum Matsumoto, 1977
模式種。奔別川支流の五の沢で発掘された。1977年記載。斜めに走る細肋と、周期的な4列の突起が特徴的である。螺環の断面は楕円形をなし、また螺旋はそれぞれ互いに接している。前期 - 中期コニアシアンから産出しており、後期コニアシアンからも産出している可能性がある。従って3種の中では最も古い時代の地層から産出しており、ミオチュバキュラータム種とエレガンス種の祖先である可能性が高い。
エゾセラス・エレガンス - Yezoceras elegans Aiba, Karasawa & Iwasaki, 2021
2021年記載。螺旋は大回りで、それぞれに空隙が存在していて互いに接していない。また突起はノドサム種よりも少ない2列で、殻の下側に偏る。ホロタイプ標本MCM-K0044は成長末期部位の幅が約4センチメートル、高さ10センチメートル強。後期コニアシアンの前半のみから産出しており、エゾセラス属では2番目に古い種であることから、ノドサム種から派生したことが強く示唆される。
九州大学総合研究博物館に所蔵されていたエゾセラスの抜け痕化石はノドサム種のパラタイプ標本に指定されていたが、エレガンス種に近い特徴を持っていたためエレガンス種に再分類された。
エゾセラス・ミオチュバキュラータム - Yezoceras miotuberculatum Matsumoto, 1977
1977年記載。前者2種よりも細い螺旋をなしており、また各螺旋は互いに接していない。ただし巻き方にはやや変異が見られる。後期コニアシアンの後半の地層から産出しており、ノドサム種よりも後の時代の種であることからノドサム種から派生したと考えられていた。しかし、両種の間の時代からエレガンス種が発見されたことにより、本種がノドサム種とエレガンス種のどちらに起源を持つかは不明となった。

## 展示や利用
日本古生物学会はアンモナイトのCTスキャンデータを一般公開しており、エゾセラス・ノドサムとエゾセラス・ミオチュバキュラータムも三笠市立博物館が所蔵する標本MCM-A1135とMCM-A1395のデータをオンライン上で無料でダウンロードできる。

### 所蔵する博物館
三笠市立博物館（北海道三笠市）
エレガンス種の標本8点（MCM-A2051、MCM-A2052、MCM-K0044、MCM-M0264、MCM-M0265、MCM-M0266、MCM-M0267、MCM-M0268）所蔵されている。これらの実物化石は2021年2月2日から3月28日までのミニ企画展「新種発見！エゾセラス・エレガンスと異常巻きアンモナイトの最新研究」で展示が予定されている。
栃木県立博物館（栃木県宇都宮市）
ノドサム種と未同定のエゾセラス属。
千葉県立中央博物館（千葉県千葉市）
ミオチュバキュラータム種の標本PS-0001530。
国立科学博物館（東京都台東区）
1977年に松本が記載の際に使用した三笠市産ノドサム種の標本PM-7254とPM-7255のほか、夕張市産ノドサム種標本PM-16659とPM-16660、芦別市産ノドサム種標本PM-17065の計5点が所蔵されている。